# Olena Jojlatkina
Olena Antoniivna Jojlatkina ( en ucraniano: Олена Анатоліївна Хохлаткіна; Óblast de Jersón, 28 de enero de 1968) es una actriz de teatro, cine y televisión ucraniana. Tiene los títulos Artista meritoria de Ucrania y Artista del Pueblo de Ucrania.

## Trayectoria
Olena Antoniivna Jojlatkina nació el 28 de enero de 1968 en el  Óblast de Jersón.  Se graduó en la Escuela Educativa y Cultural de Jersón en 1989.   De 1989 a 1999 fue actriz del Teatro Dramático y Musical Ucraniano de la Región de Jerson.  De 1997 a 1998 formó parte de un teatro dramático ruso en la ciudad rusa de Maikop.  A principios de la década de 2000, aceptó una invitación del Teatro Dramático y Musical Académico Nacional Ucraniano de Donetsk y se mudó.  Más tarde se vio obligada a abandonar Donetsk, junto con su familia, después de la Ocupación rusa de Donetsk en 2014.    Se mudó a Kiev y se convirtió en actriz del Teatro Dramático Académico Nacional Ivan Franko en 2015.  

## Vida privada
Está casada con el actor Víktor Zhdánov. Tiene un hijo y una hija, la actriz Oksana Zhdanova. Habla correctamente el ruso y el ucraniano.

## Teatro
| Año | Título                                  | Role                          | Evento                                         | Ref(s) |
| --- | --------------------------------------- | ----------------------------- | ---------------------------------------------- | ------ |
|     | Gelsomino en el país de los mentirosos. | domisol                       | Teatro Académico Nacional de Drama Iván Franko | [ 9 ]  |
|     | Querida Pamela                          | Pamela                        | Teatro Académico Nacional de Drama Iván Franko | [ 9 ]  |
|     | Lymerivna                               | Shkandybyha                   | Teatro Académico Nacional de Drama Iván Franko | [ 9 ]  |
|     | tres camaradas                          | Matilda Stoss                 | Teatro Académico Nacional de Drama Iván Franko | [ 9 ]  |
|     | krum                                    | La madre de Krum              | Teatro Académico Nacional de Drama Iván Franko | [ 9 ]  |
|     | Peer Gynt                               | Plaza bursátil norteamericana | Teatro Académico Nacional de Drama Iván Franko | [ 9 ]  |
|     | ¡Canta, Lola, canta!                    | Guste, actriz, amiga de Lola. | Teatro Académico Nacional de Drama Iván Franko | [ 9 ]  |
|     | Calígula                                | Helikon                       | Teatro Académico Nacional de Drama Iván Franko | [ 9 ]  |
|     | La bruja de Konotop                     | Zubija                        | Teatro Académico Nacional de Drama Iván Franko | [ 9 ]  |
|     | Operadores suaves                       | Klavdia Ivanivna              | Teatro Académico Nacional de Drama Iván Franko | [ 9 ]  |
|     | Bosque                                  | Ulita                         | Teatro Académico Nacional de Drama Iván Franko | [ 9 ]  |

## Filmografía[1]
| Año  | Título                    | Role                              | Ref(s) |
| ---- | ------------------------- | --------------------------------- | ------ |
|      | Ya pratsyuyu na tsvyntari |                                   | [ 10 ] |
| 2022 | pamfir                    | La madre del personaje principal. | [ 10 ] |

## Teatro
| Año  | Título      | Role | Ref(s) |
| ---- | ----------- | ---- | ------ |
| 2020 | doctor vipa |      | [ 11 ] |

## Premios y reconocimientos
En 1996 fue nombrada Artista meritoria de Ucrania. En 2008, fue nombrada Artista del Pueblo de Ucrania.  Obtuvo un premio Pectoral de Kiev a la mejor actriz de reparto por la obra Forest. En 2018, obtuvo un Premio Pectoral de Kiev por su papel en la obra Dear Pamela (2019).  